# Bilal Başaçıkoğlu
Bilal Başaçıkoğlu (ur. 26 marca 1995 w Zaanstad, Holandia) – turecki piłkarz grający na pozycji napastnika. Od 2021 roku zawodnik Heraclesa Almelo.

## Życiorys

### Kariera klubowa
W czasach juniorskich trenował w Hellas Sport, AFC Ajax, HFC Haarlem, RKSV Pancratius i sc Heerenveen. Przed sezonem 2013/2014 dołączył do pierwszego zespołu tego ostatniego. W Eredivisie zadebiutował 8 listopada 2013 w wygranym 5:2 meczu z RKC Waalwijk. Na boisko wszedł w 87. minucie, zmieniając Hakima Ziyecha. Pierwszego gola w lidze zdobył natomiast 21 grudnia tego samego roku w wygranym 5:1 spotkaniu przeciwko AZ Alkmaar.
31 lipca 2014 odszedł do Feyenoordu. Kwota transferu wyniosła około 3,5 miliona euro. Pierwszy oficjalny mecz rozegrał 10 sierpnia 2014 przeciwko ADO Den Haag. W sezonie 2016/2017 wraz z klubem świętował zdobycie mistrzostwa Holandii. 1 lipca 2018 został piłkarzem tureckiego Kayserisporu. Następnie grał w Trabzonsporze, Gaziantep FK, a w 2021 przeszedł do Heraclesa Almelo.

### Kariera reprezentacyjna
Ze względu na podwójne obywatelstwo Başaçıkoğlu uprawniony jest do reprezentowania i Holandii i Turcji. Pierwotnie reprezentował Holandię w kadrach do lat 18 i 19. W 2014 roku postanowił jednak reprezentować Turcję. Był powoływany do kadr do lat 20 i 21.

## Statystyki kariery
(aktualne na koniec sezonu 2020/2021)
| Klub          | Sezon     | Liga     | Liga       | Liga  | Liga | Puchar krajowy | Puchar krajowy | Rozgrywki europejskie | Rozgrywki europejskie | W sumie | W sumie |
| Klub          | Sezon     | Liga     | Liga       | Mecze | Gole | Mecze          | Gole           | Mecze                 | Gole                  | Mecze   | Gole    |
| ------------- | --------- | -------- | ---------- | ----- | ---- | -------------- | -------------- | --------------------- | --------------------- | ------- | ------- |
| sc Heerenveen | 2013/2014 | Holandia | Eredivisie | 22    | 6    | 1              | 0              | –                     | –                     | 23      | 6       |
| Feyenoord     | 2014/2015 | Holandia | Eredivisie | 11    | 0    | 1              | 0              | 4                     | 0                     | 16      | 0       |
| Feyenoord     | 2015/2016 | Holandia | Eredivisie | 28    | 3    | 5              | 0              | –                     | –                     | 33      | 3       |
| Feyenoord     | 2016/2017 | Holandia | Eredivisie | 24    | 0    | 4              | 1              | 6                     | 0                     | 34      | 1       |
| Feyenoord     | 2017/2018 | Holandia | Eredivisie | 6     | 1    | 3              | 0              | 2                     | 0                     | 11      | 1       |
| Kayserispor   | 2018/2019 | Turcja   | Süper Lig  | 22    | 0    | 4              | 3              | –                     | –                     | 26      | 3       |
| Kayserispor   | 2019/2020 | Turcja   | Süper Lig  | 11    | 0    | 0              | 0              | –                     | –                     | 11      | 0       |
| Trabzonspor   | 2019/2020 | Turcja   | Süper Lig  | 7     | 0    | 5              | 0              | –                     | –                     | 12      | 0       |
| Trabzonspor   | 2020/2021 | Turcja   | Süper Lig  | 6     | 0    | 1              | 0              | –                     | –                     | 7       | 0       |
| Gaziantep FK  | 2020/2021 | Turcja   | Süper Lig  | 12    | 0    | 0              | 0              | –                     | –                     | 12      | 0       |
| W sumie       | W sumie   | W sumie  | W sumie    | 160   | 12   | 24             | 4              | 12                    | 0                     | 196     | 16      |

## Życie prywatne
Jego ojciec jest Turkiem, a matka Marokanką.